# Abrostola robertsi
Abrostola robertsi là một loài bướm đêm trong họ Noctuidae.